# مشاري بن سعود بن عبد العزيز آل سعود
الأمير مشاري بن سعود بن عبد العزيز آل سعود أمير منطقة الباحة سابقًا، والابن الثاني والثلاثين من أبناء الملك سعود بن عبد العزيز آل سعود، ووالدته هي الأميرة نعيمة بنت عبيد. حاصل على شهادة الماجستير من جامعة الملك سعود في الرياض عام 1402هـ، تم تعيينه وكيلًا للحرس الوطني للقطاع الشرقي عام 1403هـ، عين أميرًا لمنطقة الباحة بتاريخ 28 أغسطس 2010 خلفًا لأخيه الأكبر الأمير محمد بن سعود.

## حياته
- تلقى تعليمه الابتدائي بمعهد أنجال جلالة الملك سعود بالرياض.
- تلقى تعليمه المتوسط والثانوي في معهد العاصمة النموذجي بالرياض وتخرج منه في العام 1391هـ.
- تلقى تعليمه الجامعي في قسم التاريخ بكلية الآداب بجامعة الملك سعود بالرياض وتخرج منها عام 1395هـ الموافق 1975.
- ابتعث إلى الولايات المتحدة الأمريكية لدارسة اللغة الإنجليزية لمدة شهرين.
- عاد إلى المملكة لإعداد رسالة الماجستير في قسم التاريخ جامعة الملك سعود وقد نوقشت وأجيزت في عام 1401هـ الموافق 1980.
- عُيِّن وكيلاً للحرس الوطني للقطاع الشرقي عام 1403هـ الموافق 1983.
- عين أميراً لمنطقة الباحة بتاريخ 18 رمضان 1431هـ الموافق 28 أغسطس 2010

## زوجته
- الأميرة العنود بنت فهد بن محمد بن عبد الرحمن آل سعود (مطلقة).

### الأبناء
- الأمير تركي بن مشاري بن سعود بن عبد العزيز آل سعود. متزوج من الأميرة نوف بنت عبد الله بن فهد بن محمد بن عبد العزيز آل سعود.
- الأميرة هالة بنت مشاري بن سعود بن عبد العزيز آل سعود. متزوجة من عبد الملك بن عبد المحسن بن عبد الملك آل الشيخ.[2]